# Iglesia de San José y Espíritu Santo (Córdoba)
La iglesia de San José y Espíritu Santo es un edificio parroquial situado en la plaza de Santa Teresa de la ciudad de Córdoba (España), en el barrio de Fray Albino.

## Historia
La Iglesia ocupa el lugar de la antigua ermita del Campo de la Verdad.
En 1952 fue remodelada por iniciativa del obispo Fray Albino ganando amplitud y altura, y se construyeron viviendas y locales para la iglesia en el lugar anexo donde hasta entonces existía un cementerio.
Impulsores de la labor social del nuevo barrio de Fray Albino construido por aquella época fueron los párrocos Salvador Pizarro y Antonio Gómez Aguilar.

## Hermandades
- Hermandad de la Vera-Cruz: Realiza estación de penitencia el Lunes Santo.
- Hermandad del Descendimiento: Realiza estación de penitencia el Viernes Santo.
- Hermandad de los Dolores y Rayo (Desaparecida): Realizaba su Salida Procesional el Sábado Santo.